# Julius von Payer

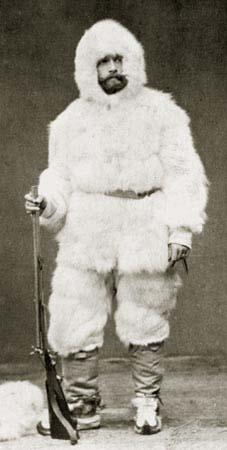
Julius von Payer mint az osztrák–magyar északi-sarki expedíció vezetője

Julius Johannes Ludovicus von Payer, magyaros formában Payer Gyula (Schönau, 1841. szeptember 2. – Veldes, 1915. augusztus 30.) osztrák–magyar monarchiabeli katonatiszt, sarkkutató, hegymászó, térképész és tájképfestő.

## Katonai pályájának kezdete
Julius Payert fiatalon íratták be Łobzówba, (ma Krakkó része) egy gyalogsági kadétiskolába. 1857 és 1859 között a bécsújhelyi Theresianum Katonai Akadémia kadétja volt. 1859-ben alhadnagyi rangban szolgált a 36. gyalogezredben Veronában. Részt vett az 1859-es solferinói csatában. 1860 és 1863 között továbbra is Veronában szolgált. 1863-ban kinevezték történelemtanárnak a kismartoni katonai iskolába. Még ebben az évben elnyerte a hadnagyi rangot. 1866. június 24-én részt vett a custozzai csatában; hősiessége elismeréseként kitüntették.

## Payer mint hegymászó
1862-től kezdett szabadidejében a dél-tiroli Alpok és a Magas-Tauern hegycsúcsainak meghódításába, megmászásába. 1864–1868 között bejárta az Adamello-Presanella hegycsoportot. Elsőként mászta meg az Adamello-hegyet (3554 méter). Túráiról részletes topográfiai térképeket készített; eredményeinek köszönhetően Payer a bécsi Ausztriai Térképészeti Hivatal egyik munkatársa lett.

## Payer mint felfedező
1868-ban August Petermann német geográfus meghívására részt vett az 1869–1870-es második német északi-sarki expedícióban. 1871-ben előexpedíciót vezetett Karl Weyprechttel együtt a Novaja Zemlja szigetcsoport felé. 1872 és 1874 között az osztrák–magyar északi-sarki expedíció egyik vezetője volt: az expedíció eredményeképpen fedezték fel a Ferenc József-földet. 1874. október 1-jén a felfedezésért 44 guldennel jutalmazták, 1876. október 24-én pedig megkapta az örökletes lovagi rangot. Még ebben az évben megírta az expedícióról szóló Die Österreich-Ungarische Nordpol Expedition in den Jahren 1869–1874 című művét. Időközben (1874-ben) kilépett a hadseregből.

## Payer mint festő

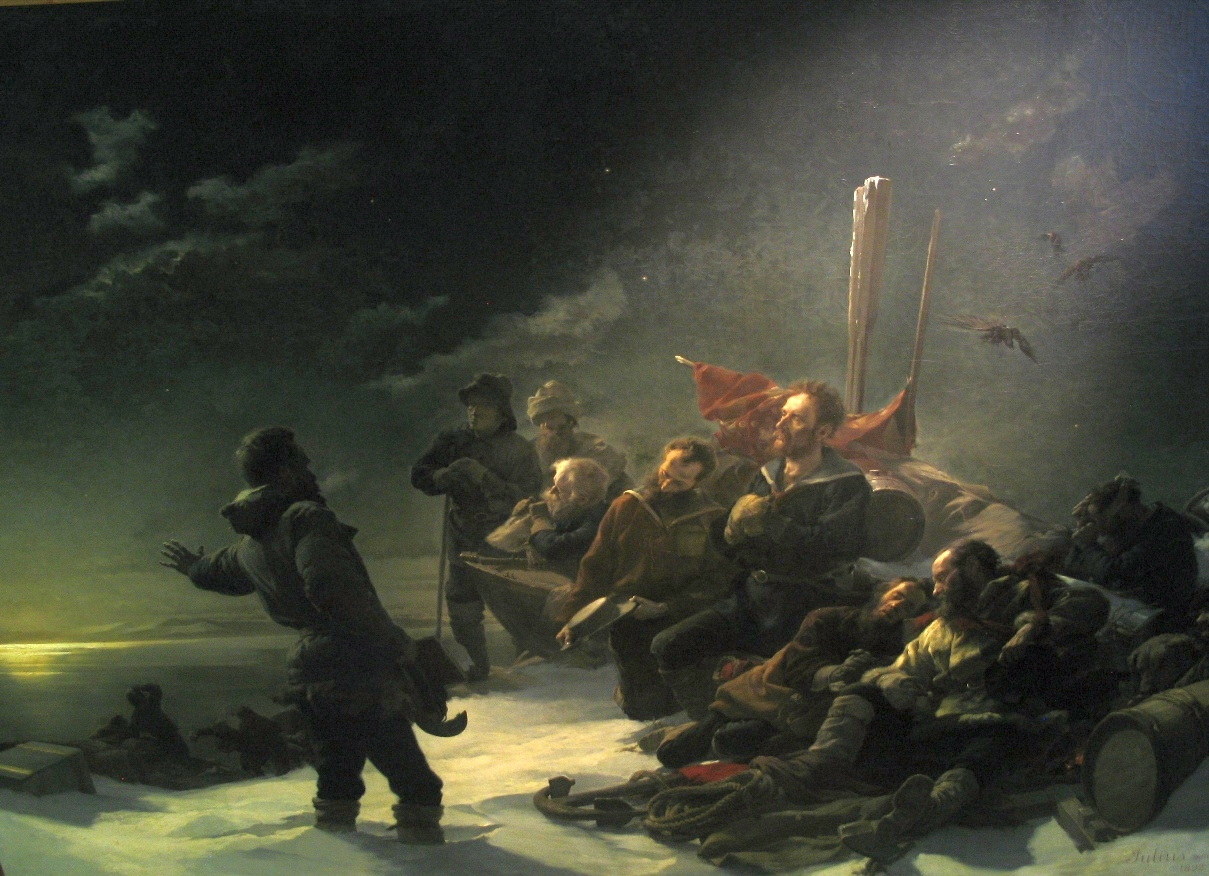
„Sohasem hátrálunk meg”, Julius von Payer festménye

1877-ben megházasodott Fanny Kann-nal, egy frankfurt am maini elvált asszonnyal; a házasságból két gyermekük született: Jules és Alice. 1877–1879 között festészetet tanult Frankfurtban, 1880 és 1882 között pedig Münchenben. Monumentális festménysorozatot alkotott John Franklin sarki expedíciójáról, illetve saját északi-sarki felfedezőútjáról. Festményeiért a Müncheni Képzőművészeti Akadémia nagy medálját is elnyerte. 1882 és 1890 között festőként dolgozott Párizsban, itt ismerkedett meg Munkácsy Mihállyal is, akitől elsősorban a fekete és fehér szín használatát, a különböző kontrasztok alkalmazását tanulta meg. 1884-ben egy fertőzés eredményeképpen elvesztette az egyik szeme világát. Festményeit Párizsban, Münchenben, Berlinben és Chicagóban is kiállították, utóbbi helyen 1894-ben aranyérmet kapott alkotásaiért. 1890-ben elvált feleségétől, visszatért Bécsbe, és festőiskolát alapított hölgyek részére. 1892-től kezdve gyakran betegeskedett, de ebben az évben alkotta meg az egyik legismertebb képét: a „Sohasem hátrálunk meg” című festményt.

## Időskora
1895-ben szeretett volna bekapcsolódni a német déli-sarki expedícióba, ám ez végül betegsége miatt elmaradt. 1903-tól szinte minden évben Bad Veldesben (ma: Bled, Szlovénia) kúráltatta betegségét. 1912-ben még egyszer utoljára egy nagyívű vállalkozásba kezdett: expedíciót szervezett, amelynek során egy tengeralattjáróval jutott volna el az Északi-sarkra. A felfedezőút nem valósult meg, Julius Payer 1915. augusztus 30-án meghalt Veldesben szívrohamban. Szeptember 4-én a bécsi Zentralfriedhofban temették el. Halála után Dél-Tirolban egy fennsíkot róla neveztek el (Payerhütte), Bécsben a Vega–Payer–Weypracht-kaszárnya nevében őrzi emlékét.
1875-ben Munkács díszpolgárává választották.

## Magyarul megjelent művei
- Weyprecht Károly, Payer Gyula jelentései az Osztrák–Magyar Éjszaksarki Expediczió Bizottságához; ford. Sámi Lajos; Fanda-Frohna Ny., Budapest, 1874